# Jan Danielak
Jan Danielak pseud. Wicher, Elegant, Ryszewski (ur. 3 października 1908 w Łagiewnikach, zm. we wrześniu 1939 pod Bydgoszczą) – działacz komunistyczny.
Brat działaczy komunistycznych Franciszka i Stanisława. Od 1924 pracował w Poznaniu wraz z bratem Stanisławem. Ok. 1927 wstąpił do PPS-Lewicy, a wkrótce do KPP. Organizował komórki KPP w Poznaniu i kolportował druki komunistyczne w dzielnicy Poznań-Jeżyce. Aresztowany w kwietniu 1932 i 7 listopada 1932 skazany przez Sąd Okręgowy (SO) w Poznaniu na 2 lata więzienia z zaliczeniem aresztu śledczego. Karę odbywał we Wronkach i Płocku. Po zwolnieniu kontynuował działalność komunistyczną; w podpoznańskich Czapurach zorganizował powielarnię ulotek rozwożonych po województwie poznańskim. Uczestniczył w agitacji na wsi, organizując na polecenie Komitetu Okręgowego (KO) KPP koła Związku Młodzieży Wiejskiej "Wici". Wyposażony w fałszywe dokumenty na nazwisko Ryszewski, wyjechał do Bydgoszczy, by organizować tam pracę KPP. W kwietniu 1936 aresztowany i 5 czerwca 1936 skazany przez bydgoski SO na 3 lata i 9 miesięcy więzienia; wyrok odbywał w więzieniu w Koronowie, gdzie w tym samym czasie przebywał jego brat Franciszek. Po wydostaniu się z więzienia podczas działań wojennych we wrześniu 1939 udał się w kierunku Bydgoszczy, jednak został zatrzymany przez niemiecki oddział i rozstrzelany.